# 쩡두구

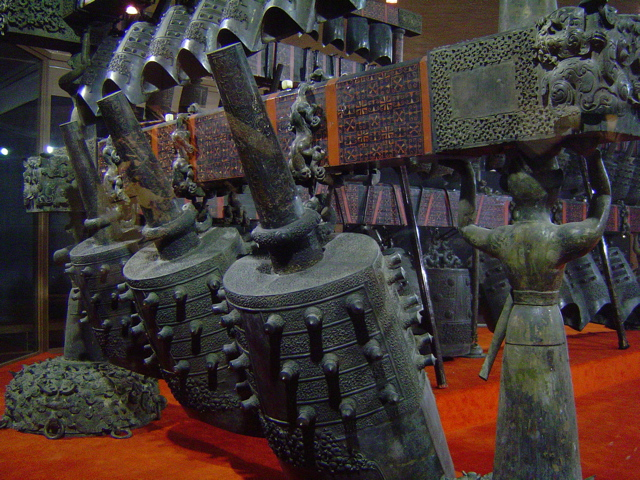
쩡두 구에서 출토된 고대 청동종으로 현재는 우한의 후베이성 박물관에 보관되어있다.

쩡두구(한국어: 증도구, 중국어: 曾都区, 병음: Zēngdū Qū)는 중화인민공화국 후베이성 쑤이저우 시의 현급 행정구역이다. 넓이는 6,989km2이고, 인구는 2007년 기준으로 1,610,000명이다.

## 행정 구역
4개 가도, 5개 진을 관할한다.
- 가도: 西城街道 , 东城街道 , 南郊街道 , 北郊街道
- 진: 淅河镇 , 万店镇 , 何店镇 , 洛阳镇 , 府河镇